# Physalis spathulifolia
Physalis spathulifolia är en potatisväxtart som först beskrevs av John Torrey, och fick sitt nu gällande namn av Billie Lee Turner. Physalis spathulifolia ingår i släktet lyktörter, och familjen potatisväxter. Inga underarter finns listade i Catalogue of Life.